# Drasteriodes eurytaenia
Drasteriodes eurytaenia là một loài bướm đêm trong họ Noctuidae.